# Длиннохвостая тенуалоза
Длиннохвостая тенуалоза, или длиннохвостая гильза (лат. Tenualosa macrura) — вид лучепёрых рыб семейства сельдевых. Обитает в тропических водах центрально-западной части Тихого океана между 7° с. ш.  и 9° ю. ш. и между  101° в. д. и 119° в. д. Встречается на глубине до 50 м. Максимальная длина 52 см. Является объектом коммерческого промысла.

## Описание
Рыба средних размеров: самцы могут достигать в длину 60 см, в среднем длина 30—40 см, самки несколько меньше, масса — до 3 кг. Спиной плавник имеет 15—16 лучей, анальный — 17—18, грудные 13—15. Киль образован 30—33 чешуями. За жаберными крышками заметно отчётливое тёмное пятно, у молодых особей таких пятен может быть несколько в ряд. Продолговатое тело сжато с боков. Брюшной киль хорошо развит. Рот конечный. Имеется жировое веко. Верхнюю часть головы покрывает толстая кожа. Длина головы равна 28,6—32,5 %,  а высота тела 31,0—36,0 общей длины. Спинка серовато-зелёного цвета, бока светлые. 

## Ареал
Длиннохвостая тенуалоза обитает в восточной части Индийского океана в водах Малайзии и Индонезии.

## Биология
Морская, пелагическая и стайная рыба. Эвригалинный и анадромный вид, на нерест заходит в реки.

## Промысел
Представляет интерес для локального промысла. Международный союз охраны природы присвоил виду охранный статус NT.